# Unidos (álbum de Unción Tropical)
Unidos es el tercer álbum del dúo de hermanos Edwin y Feliciano Serrano, conocidos como Unción Tropical, y el primero del tipo recopilatorio y en ser lanzado por ConRitmo, filial de CanZion, donde participan invitados como Álex Campos, Daniel Calveti, Samuel Hernández, los hermanos David y Abraham Velázquez, DJ Blaster y Rey Pirin, entre otros. El concepto en este álbum, es que participen muchos de los intérpretes originales de los temas que han sido arreglados al estilo merengue junto a Edwin y Felo.

## Promoción y lanzamiento
El primer sencillo es «Unidos (Los coritos)», que cuenta con una gran cantidad de voces que se unieron para participar en él, entre ellas, el cantante Elvis Crespo. Los siguientes sencillos fueron «El gozo» y «Tengo un Dios», los cuales contaron todos con vídeo oficial. El álbum estuvo nominado en los Premios Arpa de 2006, siendo ganadores en la categoría "Mejor álbum tropical".

## Lista de canciones
| N.º      | Título | Escritor(es)                    | Productor(es)           | Duración |  |
| 1.       | «Intro: Cristo viene» (Edwin Serrano con Eddie R. Jr.) | E. Serrano y F. Serrano         | DJ Pablo                | 1:48     |  |
| 2.       | «El gozo» (Felo con Maso, Mr. Boy y Luis Jean) | F. Serrano, T. Otero y N. Ramos | Kalde y Unción Tropical | 4:47     |  |
| 3.       | «Medley de Samuel Hernández» (con Samuel Hernández) | S. Hernández                    | Unción Tropical         | 5:11     |  |
| 4.       | «La unción» | E. Serrano y F. Serrano         | Unción Tropical         | 4:05     |  |
| 5.       | «Unidos (Los coritos)» (con Elvis Crespo, David & Abraham, Laurie Colón, Mi Amigo Miguelito, Yanrymond, Harry Maldonado, Harry Samuel, Nación Santa y Rafael Morales) |                                 | Unción Tropical         | 5:44     |  |
| 6.       | «Tengo un Dios» | Esteban Ovalle                  | Unción Tropical         | 4:50     |  |
| 7.       | «Vivir para ti» (Edwin con Laurie Colón y Carlos Manuel) | Carlos Manuel                   | Unción Tropical         | 4:23     |  |
| 8.       | «Unidos (Reggaetón)» (Felo con Rey Pirin y Lion Sama) | F. Serrano, O. Laboy y H. Ruiz  | DJ Blaster              | 3:09     |  |
| 9.       | «Hay una esperanza» | Edgar Lira                      | Unción Tropical         | 4:32     |  |
| 10.      | «Al taller del maestro» (Felo con Álex Campos) | A. Campos                       | Unción Tropical         | 4:43     |  |
| 11.      | «Mi nuevo amor» (Edwin con Roberto Orellana) | Roxana Contreras                | Unción Tropical         | 4:58     |  |
| 12.      | «La alabanza» (Felo con Danny López) | Luis Serrano                    |                         | 4:29     |  |
| 13.      | «Lléname» (Edwin con Daniel Calveti) | D. Calveti                      |                         | 4:22     |  |
| 14.      | «Eres tú» (Felo con Jacobo Ramos) | J. Ramos                        |                         | 4:43     |  |
| 15.      | «Tengo un Dios (Versión Reggaetón)» | Esteban Ovalle                  | DJ Blaster              | 3:45     |  |
| 01:05:29 | |                                 |                         |          |  |

## Premios y nominaciones
El álbum fue el ganador a la categoría "Mejor álbum tropical" en los Premios Arpa 2006, siendo además, la única vez que el dúo Unción Tropical recibe dicho premio. El vídeo oficial de la canción «El gozo», fue nominado a "Mejor vídeo musical" en la edición siguiente.